# Китайски институт за изследване на изкуството
Китайската академия на изкуствата е най-висшата институция в областта на изследването на теорията на изкуството в Китайската народна република. 
Предшественикът на Китайската академия на изкуствата е Китайският изследователски институт за опера, Националният изследователски институт за музика и Изследователският институт за изящни изкуства, създадени през 1950 г. През 1978 г. тя се разширява в областта на танците, филмите и други дисциплини, а през 1980 г. е наречен Китайски институт за изследване на изкуствата. Сега е всеобхватна институция за изследване на изкуството в страната. Има 12 изследователски института, 8 независими изследователски стаи и центрове, както и дипломиран отдел, който култивира старши таланти в изследването на изкуството, обширна библиотека, „Литература и изкуство Research“, „Art Observation“, списание „Art Review“ и издателство „Култура и изкуства“, а също така организира националната награда за изкуство – China Art and Literature Award. През август 2006 г., с одобрението на Службата на Централния институционален комитет за установяване, Китайската академия на изкуствата добавя марката „Китайски център за защита на нематериалното културно наследство“.

## Изследователски институти
- Китайска академия за изкуство за гравиране на печати
- Институт за традиционна китайска опера
- Музикален изследователски институт
- Институт за изящни изкуства
- Институт за филмово и телевизионно изкуство
- Танцов институт
- Институт за изследване на драмата
- Институт за народно изкуство
- Изследователски институт Dream of Red Mansions (Червеното общество на Китай)
- Институт по марксистка теория на литературата
- Институт за китайска култура
- Институт за фотографско изкуство
- Институт по архитектурни изкуства
- Институт по антропология на изкуството
- Институт за изкуства и занаяти
- Център за изследване на стратегията за културно развитие
- Център за изследване на културната политика